# Heliconius metharme
Heliconius metharme är en fjärilsart som beskrevs av Wilhelm Ferdinand Erichson 1848. Heliconius metharme ingår i släktet Heliconius och familjen praktfjärilar. Inga underarter finns listade i Catalogue of Life.